# Karl Weigelhofer
Karl Weigelhofer (28. listopadu 1899 – ) byl rakouský fotbalista, obránce.

## Fotbalová kariéra
Začínal v Rakousku v týmu Wiener Sport-Club. V roce 1925 v československé lize za DFC Prag, nastoupil v 9 utkáních a dal 1 gól. Po sezóně se vrátil do Rakouska a hrál až do roku 1929 opět za Wiener Sport-Club. Na závěr kariéry hrál v Rakousku za Gelb-Rot Wien a SK Spitzauer.

## Ligová bilance
| Ročník                        | Zápasy | Góly | Klub     |
| ----------------------------- | ------ | ---- | -------- |
| Asociační liga 1925           | 3      | 0    | DFC Prag |
| CELKEM 1. československá liga | 9      | 1    |          |